# Vetegrodd
Vetegrodd är en grodd från vetekornet, som kan blandas i müsli. Den är mycket fettrik och rik på omega-3. Den finns även som vetegroddsolja som är en matolja.